# Josh Kronfeld
Joshua Adrian Kronfeld (Hastings, 20 de junio de 1971) es un presentador de televisión y exjugador neozelandés de rugby que se desempeñaba como ala.

## Selección nacional
Debutó con los All Blacks en abril de 1995 ante los Canucks y jugó regularmente con ellos hasta su retiro internacional frente a los Springboks en agosto de 2000. En total disputó 54 partidos y marcó 14 tries (70 puntos).

## Participaciones en Copas del Mundo
Disputó las Copas del Mundo de Sudáfrica 1995; los All Blacks perdieron la final ante los locales y Gales 1999; donde fueron derrotados por Les Bleus en semifinales.
| Mundial                       | Sede      | Resultado     | PJ | Tries |
| ----------------------------- | --------- | ------------- | -- | ----- |
| Copa Mundial de Rugby de 1995 | Sudáfrica | Subcampeón    | 5  | 3     |
| Copa Mundial de Rugby de 1999 | Gales     | Cuarto puesto | 5  | 1     |

## Palmarés
- Campeón del Rugby Championship de 1996, 1997 y 1999.
- Campeón de la Copa de Campeones de 2000/01 y 2001/02.
- Campeón de la Aviva Premiership de 2000-01 y 2001-02.
- Campeón de la ITM Cup de 1998.